# Birger Ek
Rolf Birger Ek, född 23 januari 1911 i Karhula, död 7 juli 1990 i Lahtis, var en finländsk flygofficer.
Ek var ursprungligen svensk medborgare, senare naturaliserad finländsk dito. Han gick in som frivillig i finska armén och deltog i vinter- och fortsättningskrigen som chef för en bombplansgrupp med bekämpning av ryska ubåtar som specialitet. Han tilldelades Mannerheimkorset den 8 mars 1943 och blev major 1944. Efter kriget var han bland annat militärattaché i London, Finska pappersbruksföreningens representant i Fjärran östern, konsul och handelssekreterare i New Delhi, egen företagare på Kanarieöarna (Fabrica de Alfombras de Gran Canaria) 1965–1980 och i Florida (Art Framing Florida) 1980–1983.